# Hypoptopoma psilogaster
Hypoptopoma psilogaster är en fiskart som beskrevs av Fowler, 1915. Hypoptopoma psilogaster ingår i släktet Hypoptopoma och familjen Loricariidae. Inga underarter finns listade i Catalogue of Life.